# عبد اللطيف زكي
عبد اللطيف زكي (مواليد عام 1946 - 30 سبتمبر 2022)، هو مخرج مصري، حصل على دبلوم المعهد العالي للسينما، قسم الإخراج عام 1968. بدأ حياتة الفنية مساعد مخرج عدد من المخرجين منذ تخرجة، منهم: كمال الشيخ، ومحمود ذو الفقار، وأشرف فهمي، وعلي عبد الخالق. أخرج أيضاً أفلاماً تلفزيونية.

## من أعماله
- خيوط العنكبوت (فيلم) 1985.
- امرأتان ورجل (فيلم) 1987.
- المرأة الحديدية (فيلم) 1987.
- الكماشة (فيلم) 1987.
- البقية لا تأتي (فيلم) 1988.
- الوحوش الصغيرة (فيلم) 1989.
- صراع الأحفاد (فيلم) 1989.
- الفرقة 12 (فيلم) 1991.
- البركان (فيلم) 1990.
- الخطر (فيلم) 1990.
- كروانة (فيلم) 1993.
- طعمية بالشطة (فيلم) 1993.
- يا تحب يا تقب (فيلم) 1994.
- قضية الأستاذ منجد (فيلم) 1994.
- الخطيئة السابعة (فيلم) 1996.
- سر اللعبة (فيلم) 1996.
- حنحب ونقب (فيلم) 1997.
- عظماء في التاريخ (فيلم) 2000.
- جريمة على الساحل الشمالي (فيلم) 2008.
- شقاوة بنات شبرا (فيلم) 2012.[3]